# Le Pré aux clercs
Le Pré aux clercs (El prat dels clergues) és una opéra comique en tres actes de Ferdinand Hérold amb un llibret de François-Antoine-Eugène de Planard basat en Chronique du temps de Charles IX (1829) de Prosper Mérimée. Es va estrenar a l'Opéra-Comique
de París el 1832.

## Rols
| Rol                                                                                       | Tipus de veu | Elenc estrena, 15 desembre 1832 (Director:Henri Valentino) |
| ----------------------------------------------------------------------------------------- | ------------ | ---------------------------------------------------------- |
| Marguerite de Valois                                                                      | soprano      | Marie-Sophie Carrault-Ponchard                             |
| Isabelle Montal (una jove comtessa béarnaise)                                             | soprano      | Alphonsine-Virginie-Marie Dubois ('Mme. Casimir')          |
| Nicette (promesa amb Girot)                                                               | soprano      | Marie Massy                                                |
| Baró de Mergy                                                                             | Tenor        | Étienne-Bernard-Auguste Thénard                            |
| Comte de Comminges                                                                        | Tenor        | Louis-Augustin Lemonnier                                   |
| Cantarelli                                                                                | Tenor        | Louis Féréol                                               |
| Girot (Amfitrió del 'Pré aux clercs')                                                     | Baríton      | Fargueil                                                   |
| Un exempt du guet (Detectiu)                                                              | Baix         | Génot                                                      |
| Tres arquers                                                                              |              |                                                            |
| Un agent                                                                                  |              |                                                            |
| Cor: Guàrdies, agents, genets lleugers, cortesans, arquers, masques, persones, ballarins. |              |                                                            |